# Église Notre-Dame de Villeneuve-les-Genêts
L'église Notre-Dame de Villeneuve-les-Genêts est une église située sur la commune de Villeneuve-les-Genêts, dans le département de l'Yonne, en France.

## Localisation
Elle se trouve au centre du village, rue principale.

## Historique
L'édifice est inscrit au titre des monuments historiques par arrêté du 7 juillet 1987.